# Tingena ophiodryas
Tingena ophiodryas är en fjärilsart som först beskrevs av Edward Meyrick 1936.  Tingena ophiodryas ingår i släktet Tingena och familjen praktmalar. Inga underarter finns listade i Catalogue of Life.